# Gunther Schuller

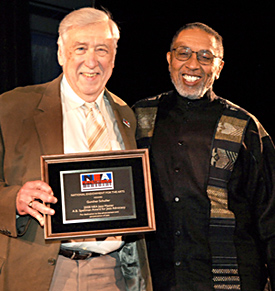
Gunther Schuller (links) erhält den NEA Jazz Masters Award for Jazz Advocacy 2008, A. B. Spellman (rechts).

Gunther Alexander Schuller (* 22. November 1925 in New York City, New York; † 21. Juni 2015 in Boston, Massachusetts) war ein US-amerikanischer Hornist, Komponist, Musikwissenschaftler und Dirigent.

## Der Instrumentalist und Pädagoge
Gunther Schuller, Sohn deutscher Einwanderer, studierte Flöte, Horn und Musiktheorie. Im Alter von 17 Jahren wurde er Hornist im Cincinnati Symphony Orchestra, zwei Jahre später im Orchester der Metropolitan Opera (bis 1959). Schuller kam früh in Kontakt mit der New Yorker Bebop-Szene und spielte mit bedeutenden Jazzmusikern wie Dizzy Gillespie, Miles Davis (Birth of the Cool 1949/50 und Porgy and Bess 1958) und John Lewis.
Ab 1950 unterrichtete er Horn an der Manhattan School of Music; anschließend hatte er eine Professur für Komposition an der School of Music der Yale University inne. Von 1967 bis 1977 war er Präsident des New England Conservatory of Music in Boston. Außerdem wirkte er als Artistic Director beim Tanglewood Berkshire Music Center und dem Festival in Sandpoint (Idaho), als Co-Direktor beim Smithsonian Jazz Masterworks Orchestra sowie als Artistic Director beim Spokane Bach Festival.

## Der Komponist

Besetzungszettel der 1966 uraufgeführten Oper The Visitation

Schuller komponierte mehr als 160 Werke in praktisch allen Musikgenres, unter anderem als Auftragskompositionen verschiedener Orchester (u. a. Baltimore Symphony, Berliner Philharmonisches Orchester, Boston Symphony, Chicago Symphony, Minneapolis Symphony, National Symphony, New York Philharmonic).
Beispiele: Of Reminiscences and Reflections (Louisville Orchestra), An Arc Ascending (American Symphony Orchestra League und Cincinnati Symphony), The Past is in the Present (Cincinnati Symphony), ein Sextett für Leon Fleisher und die Kennedy Center Chamber Players, das Brass Quintet No. 2 für das American Brass Quintett oder Ritmica-Melodica-Armonica für das Newton Symphony Orchestra. 1959 komponierte er Seven Studies on a Theme of Paul Klee.
Seine im afroamerikanischen Milieu spielende Jazz-Oper The Visitation ist eine freie Adaption von Kafkas Romanfragment Der Process und eine Anklage gegen den Rassismus. Die Oper wurde als Auftragswerk der Hamburgischen Staatsoper im Oktober 1966 unter Schullers Leitung uraufgeführt. 1968 wurde die Oper erstmals in deutscher Sprache unter dem Titel Heimsuchung und der Leitung von János Kulka in Wuppertal herausgebracht.
Schuller arbeitete auch erfolgreich mit anderen Künstlern unterschiedlicher Richtungen wie Arturo Toscanini, Miles Davis, Aaron Copland, Ornette Coleman, Leonard Bernstein, Eric Dolphy, Charles Mingus, John Updike, Joe Lovano (dessen Stücke aus Rush Hour er 1994 für Bigband arrangierte), Elvis Costello, Wynton Marsalis und Frank Zappa zusammen.

## Schuller und der Jazz
Als Instrumentalist war Schuller unter anderem an den Nonett-Aufnahmen von Miles Davis im März 1950 beteiligt, die einige Zeit später zusammen mit dem Material aus zwei vorhergehenden Sessions zur LP Birth of the Cool zusammengestellt wurden. Im Jahr 2006 spielte er die Birth of the Cool Suite in Zusammenarbeit mit einer Band um den Saxophonisten Joe Lovano ein, in der die originalen Arrangements von Gil Evans, John Lewis und Gerry Mulligan ausschnittsweise erneut zu hören sind. Mitte der 1950er Jahre war er der Mitbegründer und in der Folgezeit ein Hauptvertreter der Third Stream genannten Musikrichtung, von ihm stammt auch die Bezeichnung. Dieses Genre versuchte die Stilhöhendifferenz zwischen Jazz als improvisationsbasierter Unterhaltungsmusik (zu der Jazz auch heute noch oft gezählt wird) und auskomponierter Kunstmusik (sogenannte ‚Ernste Musik‘) zu überwinden und eine Fusion der beiden Richtungen zu erreichen.
1961 erschien das Album Jazz Abstractions mit seinen Werken Abstractions, Variants on a Theme of John Lewis und Variants on a Theme of Thelonious Monk und dem Piece for Guitar and Strings von Jim Hall (mit den Solisten Bill Evans, Scott LaFaro, Eric Dolphy, Jim Hall, Ornette Coleman).
Die Wiederentdeckung des Ragtime in den späten 1960er Jahren, insbesondere der Musik Scott Joplins, geht maßgeblich auf das Engagement Schullers für diese zu diesem Zeitpunkt völlig vergessene Musik zurück. Die anschließende Popularität des Ragtime, vor allem im Gefolge des Films „Der Clou“ (Originaltitel The Sting, 1973), nutzte Schuller wiederum für sein ambitioniertes Projekt der Erstaufführung von Scott Joplins Oper Treemonisha.
Schuller ist auch der Autor einer auf drei Bände angelegten „History Of Jazz“, die bis jetzt nicht ins Deutsche übersetzt wurde. Die bisher erschienenen Bände „Early Jazz“ (1968) und „The Swing Era“ (1989) gelten wegen der fundierten Herleitung der Thesen des Autors als Standardwerke der Jazzforschung. Zur Ausgabe 2003 der Encyclopædia Britannica hat Schuller einen vorzüglichen Artikel über Jazz beigesteuert.
Schuller setzte sich über die Jahrzehnte fördernd für viele Musiker der jeweiligen Jazz-Avantgarde ein, darunter die Saxophonisten Sonny Rollins, Ornette Coleman, den Pianisten Ran Blake und die Vokalistin Jeanne Lee. Er dirigierte zahlreiche Third-Stream-Kompositionen und war an der Erstaufführung von Mingus’ Epitaph entscheidend beteiligt. Jazz- und Third-Stream-Aufnahmen werden (ebenso wie klassische Kompositionen mit hohem Repertoire-Wert) auf seinem Label GM Recordings veröffentlicht.
Schullers Söhne sind Jazzmusiker geworden: George als Schlagzeuger, Edwin „Ed“ Schuller als Kontrabassist.

## Würdigungen
Er erhielt zahlreiche Preise, unter anderem den Stoeger Prize (1987), William Schuman Award (1988), MacArthur Foundation „genius“ award (1991), BMI Lifetime Achievement Award (1994), Pulitzer-Preis (1994) (für Of Reminiscences and Reflections), Gold Medal for Music from the American Academy of Arts and Letters (1997) sowie verschiedene Grammy Awards, des Weiteren zwölf Ehrendoktorate von verschiedenen Universitäten und Hochschulen.
1967 wurde Schuller in die American Academy of Arts and Sciences sowie in die American Academy of Arts and Letters gewählt.
Er ist Gründungsmitglied der American Classical Music Hall of Fame. Im Jahr 2000 bekam er eine Ehrung der International Horn Society für sein Lebenswerk als Musiker und Hornist. 2008 erhielt er die NEA Jazz Masters Fellowship.

## Publikationen (Auswahl)
- Early Jazz: Its Roots and Musical Development. Oxford University Press 1968, Reprint 1986.
- The Swing Era: The Development of Jazz 1930-1945, Oxford University Press 1989 (Fortsetzung seiner in Early Jazz begonnenen Jazzgeschichte)
- Horn Technique. 1. Auflage 1962; 2. Auflage Oxford University Press 1991
- Musings: The Musical Worlds of Gunther Schuller. Oxford University Press 1986
- The Compleat Conductor. Oxford University Press 1998
- Gunther Schuller: A Life in Pursuit of Music and Beauty University of Rochester Press 2011

## Kompositionen

### Werkverzeichnis
- – Werke im Deutschen Musikarchiv

### Werke für Blasorchester
- 1950 Symphony for Brass and Percussion
- 1963 Meditation for Concert Band
- 1966 Study in Textures for Concert Band
- 1967 Diptych for Brass Quintet and Concert Band
- 1980 Eine kleine Posaunenmusik
- 1981 In Praise of Winds Symphony for Large Wind Orchestra
- 1985 Eine kleine Fagottmusik
- 1989 On Winged Flight für Blasorchester und 3 Celli
- 1990 Song and Dance für Blasorchester und Violine
- 1998 Witchi-Tai-To: The Music of Jim Pepper für Jazzensemble und Symphonieorchester

### Werke für Horn
- Zwei Hornkonzerte (Horn concerto 1942/1944)
- Hornsonate, Lines and Contrasts für 16 Hörner
- Five Pieces for Five Horns, von dem eine Aufnahme mit Barry Tuckwell und dem NFB Horn Quartet vorliegt.

### Oper
- The Visitation (1966)

## Sekundärliteratur
- Mark Tucker: Schuller, Gunther (Alexander). In: Barry Kernfeld (Hrsg.): The New Grove Dictionary of Jazz, Macmillan, London 1988, S. 1096
- Ian Carr: Gunther Schuller. In: Ian Carr et al. (Hrsg.): The Rough Guide to Jazz. Rough Guides, London 2004, S. 704